# منتخب غواتيمالا لاتحاد الرغبي
منتخب غواتيمالا الوطني لاتحاد الرغبي (بالإسبانية: Selección de rugby de Guatemala)‏ هو ممثل غواتيمالا الرسمي في المنافسات الدولية في اتحاد الرغبي .